# 王欣 (1960年)
王欣（1960年—），天津人，汉族，中华人民共和国政治人物，中国大唐集团办公厅主任，中国共产党党员，第十一届全国人民代表大会黑龙江地区代表。
毕业于华北电力学院热动专业。2008年起担任全国人大代表。